# آبي مورتون دياز
آبي مورتون دياز (بالإنجليزية: Abby Morton Diaz)‏ هي ناشِطة وكاتِبة وكاتبة للأطفال أمريكية، ولدت في 22 نوفمبر 1821 في بليموث في الولايات المتحدة، وتوفيت في 1 أبريل 1904.

## وصلات خارجية
- آبي مورتون دياز على موقع الموسوعة البريطانية (الإنجليزية)